# Iwan Pidkowa (poemat)
Iwan Pidkowa – poemat Tarasa Szewczenki napisany w 1839, najstarszy z poematów o tematyce historycznej tego autora i jeden z jego utworów poświęconych Kozaczyźnie. Wydany drukiem po raz pierwszy w tomie Kobziarz w 1840.

## Okoliczności powstania utworu
Od młodości Szewczenko wykazywał zainteresowanie historią ziem ukraińskich i czytał dostępne mu publikacje poruszające ten temat (Historię państwa rosyjskiego Karamzina, Historię Małej Rosji Bantysza-Kamieńskiego). Jego przyjacielem był historyk Mikołaj Markiewicz, co umożliwiło poecie zapoznawanie się z fragmentami jego pracy Historia Małorosji jeszcze w trakcie jej redagowania. Szewczenko czytał również utwory romantyków polskich i rosyjskich, w których odnajdywał nierzadko nawiązania do epizodów z historii Ukrainy. Trzecim źródłem inspiracji dla poematów historycznych tego autora były znane mu jeszcze z dzieciństwa ukraińskie pieśni ludowe, w których wspominana była Kozaczyzna, postacie związanych z nią atamanów i ich półlegendarne czyny. Dla młodego poety Kozacy stali się ideałem wolności, gotowego do każdych poświęceń bohaterstwa oraz pierwszymi ludźmi walczącymi o wolną Ukrainę.

## Treść
Poemat opisuje legendarną wyprawę Kozaków zaporoskich na Stambuł, którą Szewczenko znał z pieśni ludowych. Pierwsza część utworu przywołuje dawną potęgę Kozaczyzny i „kozackiej sławy”, po której pozostały jedynie wspomnienia, pieśni i kurhany na stepach ukraińskich. Druga część jest opisem czajki kozackiej płynącej przez Morze Czarne w kierunku stolicy Imperium Osmańskiego. Kozacy przedstawieni zostają jako ludzie wolni, najszczęśliwsi, gdy mogą wsławić się w czasie wyprawy, blisko związani z dowodzącym nimi atamanem. Poemat nie zawiera opisu samego przebiegu walk – kończy się w momencie, gdy Zaporożcy z entuzjazmem reagują na zapowiedź atamana, że celem ich rajdu jest „Carogród” (tj. Stambuł).

## Cechy utworu
Temat dzieła Szewczenko zaczerpnął z podania ludowego o atamanie Iwanie Serpiadze, który miał być organizatorem i przywódcą zwycięskiej wyprawy łupieżczej na Stambuł, jak również wielu innych rajdów o tym samym charakterze na terytorium tureckie. Serpiaga był w niektórych legendach błędnie nazywany Iwanem Pidkową i przez to utożsamiany z innym atamanem kozackim o tym samym nazwisku.
Pisząc Iwana Pidkowę, Szewczenko chciał przede wszystkim zapewnić przetrwanie w pamięci społecznej czasów, które uważał za okres największej chwały Ukrainy, a zarazem za inspirację dla przyszłej walki o jej niepodległość. Poemat nie poszerza wątku wyprawy kozackiej, nie zajmuje się również szerszym opisem życia bohaterów. Poeta pragnie oddać jedynie ducha wolności i dążenia do „sławy kozackiej”, jakie cechowały legendarnych atamanów i ich podkomendnych. Iwan Pidkowa idealizuje Kozaczyznę, podobnie jak inne wczesne dzieła Szewczenki o tej tematyce (w późniejszym okresie twórczości poeta, zachowując podziw dla odwagi i niezależności Zaporożców, zaczął patrzeć na ich działalność bardziej krytycznie).
Iwan Pidkowa był tłumaczony na język polski przez Antoniego Gorzałczyńskiego, Zygmunta Ludomira, ks. Franciszka Błotnickiego i Władysława Syrokomlę.